# Hans Kienle
Hans Kienle, född 22 oktober 1895, död 15 februari 1975, var en tysk astronom.
Hans Kienle blev assistent vid observatoriet i München 1918, observator där 1921, professor vid universitetet och direktor för observatoriet i Göttingen 1927 och direktor för astrofysikaliska observatoriet i Potsdam 1940. Kienles produktion föll huvudsakligen inom astrofysiken, där han bland annat utförde omfattande spektralfotometriska undersökningar över intensitetsfördelningen i stjärnornas kontinuerliga spektrum.